# Coya
O Distrito peruano de Coya é um dos oito distritos da Província de Calca, situada no Departamento de Cusco, pertencente à Região de Cusco, Peru.  Foi criado pela Lei nº 11609, de 11 de setembro de 1951.

## Transporte
O distrito de Coya é servido pela seguinte rodovia:
- PE-28B, que liga o distrito de Lucre (Cusco) à cidade de Ayna (Ayacucho) [2][3][4]